# John Dickerson (journaliste)
Pour les articles homonymes, voir John Dickerson.
John Dickerson, né le 6 juillet 1968 à Washington D.C., est un journaliste américain. Il est le présentateur depuis 2018 de l'émission d'information matinale CBS This Morning  diffusée sur le réseau de télévision CBS, après avoir présenté de 2015 à 2018 l'émission politique dominicale Face the Nation.